# Jérôme Boateng
Jérôme Agyenim Boateng (Berlim, 3 de setembro de 1988) é um futebolista alemão que atua como zagueiro. Atualmente, joga pelo LASK.

## Carreira

### Início
Boateng começou sua carreira no time juvenil do TeBe Berlin, antes de ingressar no Hertha Berlim em 2002.

### Hertha Berlim
Depois de sair da equipe juvenil, Boateng jogou pelo Hertha Berlim II por duas temporadas. Ele marcou um gol em nove partidas na temporada 2005-06 e fez 15 partidas na temporada 2006-07. 
Depois de se destacar pela equipe reserva, Boateng foi convocado pelo treinador Dieter Hecking para integrar o time principal em 31 de janeiro de 2007. Ele fez sua estreia contra o Hannover 96 na HDI-Arena, em jogo válido pela 19ª rodada da temporada 2006-07 da Bundesliga. Apesar de ter apenas 18 anos de idade, Boateng se tornou titular da equipe principal. Ele terminou a temporada 2006-07 com 11 partidas.

### Hamburgo
Em agosto de 2007, foi anunciado como nevo reforço do Hamburgo. O clube alemão pagou cerca de € 1,1 milhão de euros pela contratação do defensor.
Nas duas primeiras temporadas de Boateng pelo novo clube, se tornou uma parte importante do time. Na temporada 2008-09, viu o Hamburgo na corrida pelo título da Bundesliga, além de chegar às semifinais da UEFA Europa League, repetindo o feito na temporada seguinte. Boateng atuou em 37 partidas durante a temporada 2007-08 e em 35 partidas durante a temporada 2008-09.
Na temporada 2009-10, participou de 44 partidas e marcou três gols.

### Manchester City
Em 5 de junho de 2010, o Manchester City confirmou a transferência de Boateng para o clube inglês por £ 10,4 milhões de libras em um contrato de cinco anos, onde ele vestiu sua camisa favorita de número 17. Ele fez sua estreia no City em um amistoso de pré-temporada contra o Valencia no primeiro tempo, alternando entre zagueiro e lateral direito com Micah Richards. Depois de uma corrida impressionante, pelo flanco direito, ele deu o cruzamento de assistência para Gareth Barry marcar.
Uma semana antes de iniciar a temporada 2010-11 da Premier League, Boateng sofreu um revés de lesão em serviço internacional com a Alemanha durante um amistoso contra a Dinamarca. Ele rompeu um tendão no joelho esquerdo, que foi agravado no avião para casa quando caminhava pelo corredor de um avião e bateu no carrinho de bebidas.
Ele fez sua estreia pelo Manchester City entrando durante uma vitória por 1 a 0 contra o Chelsea em 25 de setembro de 2010. 
Boateng atuou em 24 partidas pelos Citizens e conquistou a FA Cup de 2010-11, apesar de não ter sido relacionado para o elenco que esteve presente no jogo da final.

### Bayern de Munique

#### 2011–12
Em 14 de julho de 2011, o Bayern de Munique confirmou a transferência de Boateng para o clube alemão por uma taxa de € 13,5 milhões em um contrato de quatro anos. Ele recebeu a mesma camisa número 17 que usou no Manchester City e na maior parte de seu tempo com o Hamburgo.
Boateng já havia expressado seu desejo de deixar o Manchester City para o Bayern de Munique, afirmando que jogar pelo Bayern ajudaria suas chances de jogar regularmente pela seleção alemã e que estava frustrado por ter que jogar quase exclusivamente como lateral-direito.
Ele fez sua estreia em 27 de julho de 2011, entrando no segundo tempo no lugar de Rafinha durante a Copa Audi de 2011 em uma partida contra o Milan. Sua estreia na Bundesliga pelo Bayern ocorreu em uma derrota na Allianz Arena por 1-0 contra o Borussia Mönchengladbach, em 6 de agosto; um erro entre ele e o goleiro companheiro Manuel Neuer permitiu que Igor de Camargo marcasse o único gol. O time terminou a temporada como vice-campeão na Bundesliga, DFB-Pokal e da Liga dos Campeões, com Boateng jogando as finais dos dois últimos torneios em sua totalidade. Ele atuou em 48 partidas durante a temporada 2011-12.

#### 2012-13
Durante a temporada 2012-13, Boateng foi dos principais jogadores do time do Bayern, ajudando o clube a conquistar uma tríplice coroa, conquistando a Bundesliga, DFB-Pokal e Liga dos Campeões, além da Supercopa da Alemanha no início da temporada. Em 5 de dezembro de 2012, Boateng recebeu um cartão vermelho contra o BATE Borisov, o que resultou em uma suspensão de duas partidas. Ele marcou seu primeiro gol na Bundesliga em um cabeceio após cruzamento de Philipp Lahm em 9 de março de 2013, o gol da vitória do Bayern sobre o Fortuna Düsseldorf por 3 a 2. Ele marcou o segundo gol em 13 de abril, um meio-voleio acrobático para abrir uma vitória em casa por 5 a 0 sobre o 1. FC Nürnberg. Ele marcou dois gols em 40 partidas durante a temporada 2012-13.

#### 2013-14
Em 2 de outubro de 2013, Boateng recebeu um cartão vermelho contra o ex-clube Manchester City, o que resultou em uma suspensão de uma partida na Liga dos Campeões. Seu único gol na Bundesliga daquela temporada foi no dia 9 de novembro, finalizando um escanteio após quatro minutos em uma vitória em casa por 3 a 0 sobre o FC Augsburg. Renovou seu contrato com o Bayern em 11 de dezembro, assinando um vínculo até o final 2018. Em 3 de maio de 2014, Boateng recebeu um cartão vermelho que resultou em uma suspensão de duas partidas. Ajudou o clube a conquistar dois títulos: a Bundesliga e da DFB-Pokal. Boateng marcou um gol em 43 partidas durante a temporada 2013-14.

#### 2014–15
Em 17 de setembro de 2014, Boateng marcou seu primeiro gol em uma competição europeia com a camisa do Bayern, contra o Manchester City, seu antigo clube, em uma vitória por 1-0, em jogo válido pela fase de grupos da temporada da Liga dos Campeões. Boateng recebeu um cartão vermelho contra o Schalke 04 em 3 de fevereiro de 2015, o que resultou em uma suspensão de três jogos na Bundesliga.
Boateng marcou em uma vitória por 7–0 nas oitavas de final da Liga dos Campeões contra o Shakhtar Donetsk, em 11 de março de 2015, e em uma vitória por 6–1 nas quartas de final sobre o Porto em 21 de abril. Ele terminou a temporada 2014–15 com três gols em 44 partidas.

#### 2015–16
Em 18 de dezembro, Boateng assinou um novo contrato com o Bayern, com um novo vínculo válido até 2021. Ele terminou a temporada 2015-16 atuando em 31 partidas.

#### 2016-17
Em 20 de dezembro de 2016, Boateng sofreu uma lesão no tendão do músculo peitoral e ficou fora por quase três meses. Em 11 de março de 2017, Boateng fez seu retorno após 108 dias, substituindo Javi Martínez aos 64 minutos em uma vitória por 3 a 0 sobre o Eintracht Frankfurt. Em 14 de abril de 2017, o técnico Carlo Ancelotti confirmou que Boateng cortado da partida fora de casa na liga contra o Bayer Leverkusen devido a um problema no adutor. Em 20 de maio de 2017, no retorno de Boateng aos gramados, o defensor sofreu uma lesão muscular e foi substituído logo após os 11 minutos na última partida da temporada, onde o Bayern venceu por 4 a 1 o SC Freiburg. Ele terminou a temporada 2016-17 com 21 jogos.

#### 2017–18
Em 13 de setembro de 2017, Boateng fez seu retorno após 115 dias afastado em uma partida da Liga dos Campeões e deu uma assistência para o gol de Joshua Kimmich na vitória por 3 a 0 sobre o Anderlecht. Em 21 de dezembro, Boateng marcou de cabeça na vitória por 2 a 1, quando seu time eliminou seu rival, Borussia Dortmund, da DFB-Pokal durante a partida das oitavas de final. Em 27 de janeiro de 2018, Boateng marcou em outra cabeçada na partida da Bundesliga, marcando seu primeiro gol na liga desde novembro de 2013, quando seu time se recuperou de dois gols atrás para terminar o jogo com uma vitória por 5 a 2 sobre o Hoffenheim. Boateng fez sua partida de número 250 pelo clube em uma vitória por 6 a 0 sobre o Hamburgo, seu antigo time, em 10 de março. Em 11 de abril, Boateng e seu companheiro de equipe Thomas Müller fizeram sua 100ª partida europeia na Liga dos Campeões contra o Sevilla, em jogo terminou empatado em 0-0. Em 26 de abril, Boateng sofreu uma lesão muscular na coxa durante a partida de ida da semifinal da Liga dos Campeões contra o Real Madrid, na qual o jogo terminou com uma derrota por 2 a 1. A lesão o fez perder todas as partidas restantes da temporada. Ele terminou a temporada 2017-18 com dois gols em 31 partidas.

#### 2018-19
Boateng começou a temporada sem lesões e forte, jogando todos os minutos das três primeiras partidas do Bayern na Bundesliga. Durante a primeira metade da temporada, Boateng foi revezado junto com os outros dois zagueiros do Bayern, Mats Hummels e Niklas Süle. Boateng perdeu seu lugar no time titular quando o técnico do Bayern, Niko Kovač, decidiu que Hummels e Süle eram sua primeira opção. Após a pausa de inverno, Boateng teve seu nome vinculado a outros clubes, pois haviam rumores que ele estava infeliz com sua posição no Bayern.
Em 18 de maio de 2019, Boateng conquistou seu sétimo título consecutivo da Bundesliga, com o Bayern terminando o campeonato com 78 pontos, dois pontos acima do vice colocado, Borussia Dortmund. Uma semana depois, Boateng conquistou sua quarta DFB-Pokal, com o Bayern derrotando o RB Leipzig por 3 a 0 na final da DFB-Pokal de 2019. Ele terminou a temporada 2018-19 atuando em 28 partidas.

#### 2019-20
Em 14 de dezembro de 2019, Boateng fez sua partida de número 300 pelo Bayern, em um jogo contra o Werder Bremen.
Boateng também voltou ao time titular, fazendo dupla com David Alaba, depois que Niklas Süle sofreu uma lesão em outubro de 2019 e o novo contratado do Bayern, Lucas Hernandez, sofreu com lesões. Ele recuperou sua forma nesta temporada e teve um ótimo desempenho, completando sua segunda tríplice coroa continental.

#### 2020–21
Em 3 de novembro de 2020, Boateng marcou seu primeiro gol da temporada em uma vitória por 6–2 fora de casa sobre o Red Bull Salzburg na Liga dos Campeões.
Em abril de 2021, o diretor esportivo do Bayern, Hasan Salihamidžić, declarou que o contrato de Boateng expiraria no verão e não seria renovado.

### Lyon
Em 1 de setembro de 2021, o Lyon anunciou a contratação do defensor alemão. Boateng, que estava sem clube desde o término do seu contrato com o Bayern de Munique no fim de junho, assinou por duas temporadas com a equipe francesa.
Em duas temporada pelo clube francês, Boateng particou de 35 partidas e não marcou nenhum gol.

### Salernitana
Já em fevereiro de 2024, o zagueiro alemão foi anunciado pelo Salernitana, da Itália.
Pelo clube italiano, o defensor atuou em apenas 7 partidas.

### LASK
Ainda em 2024, o zagueiro foi anunciado como jogador do LASK, da Áustria. Aos 35 anos, ele assinou vínculo com os austríacos até 2026.

## Seleção Alemã
Foi convocado pelo treinador Joachim Löw e estreou pela Seleção Alemã em 10 de outubro de 2009 ante a Rússia.
Foi chamado para Copa do Mundo de 2010 pela Alemanha. Já o seu irmão Kevin-Prince optou por defender Gana. Ambas seleções se enfrentaram na primeira fase, tornando os irmãos Boateng os primeiros a se enfrentarem em uma Copa do Mundo.
Na Copa do Mundo de 2014 sagrou-se tetracampeão mundial.
Também participou das edições da Eurocopa de 2012 e 2016.
Na Copa do Mundo de 2018, Boateng atuou nas duas primeiras partidas: contra o México e Suécia, quando foi expulso. A seleção alemã terminou na última colocação na fase de grupos, não se classificando para as oitavas de finais.
Em 5 de março de 2019 antes de divulgar uma nova convocatória, o treinador Joachim Löw anunciou por meio da Federação Alemã, que para abrir espaço para jogadores mais jovens, Boateng, Mats Hummels e Thomas Müller não seriam mais convocados.
Em postagem em suas redes sociais, Boateng lamentou a decisão do treinador afirmando que ainda joga em alto nível.

## Vida pessoal
É filho de pai ganês e mãe alemã. É irmão do também futebolista Kevin-Prince Boateng. Seu tio paterno chegou a jogar pela Seleção Ganesa, e seu avô materno era primo de Helmut Rahn, campeão da Copa do Mundo de 1954.

## Controvérsias

### Episódio de racismo
De acordo com a agência Reuters, o político Alexander Gauland, declarou para o semanário Frankfurter Allgemeine Sonntagszeitung que as pessoas acham Jérome Boateng, que é filho de um ganês, um bom jogador de futebol, mas não gostariam de tê-lo como vizinho. A declaração logo gerou manifestações de apoio do seu irmão, Kevin-Prince Boateng, do Ministro do Interior da Alemanha, Thomas de Maiziere, do capitão do time em que joga e, durante o amistoso Alemanha x Eslováquia, em Augsburg, do capitão da seleção alemã. A torcida manifestou-se também com faixas no estádio pedindo para Boateng ser vizinho deles.

### Condenação por violência doméstica
Em julho de 2024, o zagueiro alemão recebeu uma multa suspensa e uma advertência judicial depois que um tribunal de Munique o considerou culpado de lesão corporal premeditada contra sua ex-companheira. A multa suspensa de 200 mil euros (cerca de R$ 1,2 milhão) só deverá ser paga se Boateng cometer outra infração. O juiz também ordenou que o zagueiro doe um total 100 mil euros (R$ 600 mil) a organizações de caridade, disse um porta-voz do tribunal.
Boateng foi acusado de ferir sua ex-companheira em uma briga durante férias em 2018. A mãe de suas filhas gêmeas acusou Boateng de atirar uma lâmpada nela, que errou, e depois jogar uma pequena caixa térmica que feriu seu braço, antes de atingi-la e puxar seu cabelo.

## Títulos
Manchester City
- Copa da Inglaterra: 2010–11

Bayern de Munique
- Supercopa da Alemanha: 2012, 2017, 2020
- Campeonato Alemão: 2012–13, 2013–14, 2014–15, 2015–16, 2016–17, 2017–18, 2018–19, 2019–20, 2020–21
- Liga dos Campeões da UEFA: 2012–13, 2019–20
- Copa da Alemanha: 2012–13, 2013–14, 2015–16, 2018–19, 2019–20
- Copa Uli Hoeneß: 2013
- Supercopa da UEFA: 2013, 2020
- Copa do Mundo de Clubes da FIFA: 2013, 2020

Seleção Alemã
- Campeonato Europeu de Futebol Sub-21: 2009
- Copa do Mundo FIFA: 2014

### Prêmios individuais
- Equipe da Euro: 2016
- Futebolista Alemão do Ano: 2016
- Time do Ano da UEFA: 2016
- 36º melhor jogador do ano de 2016 (The Guardian)[38]
- 58º melhor jogador do ano de 2016 (Marca)[39]